# Tangyin (köpinghuvudort i Kina, Jiangxi Sheng, lat 27,49, long 116,30)
Tangyin är en köpinghuvudort i Kina. Den ligger i provinsen Jiangxi, i den sydöstra delen av landet, omkring 140 kilometer söder om provinshuvudstaden Nanchang. Antalet invånare är 16 193. Befolkningen består av 7 900 kvinnor och 8 293 män. Barn under 15 år utgör 22,0 %, vuxna 15-64 år 70 %, och äldre över 65 år 6,0 %.
Runt Tangyin är det ganska tätbefolkat, med 111 invånare per kvadratkilometer. Närmaste större samhälle är Fenggang, 10,5 km nordväst om Tangyin. I omgivningarna runt Tangyin växer i huvudsak blandskog.
Genomsnittlig årsnederbörd är 2 316 millimeter. Den regnigaste månaden är juni, med i genomsnitt 432 mm nederbörd, och den torraste är oktober, med 18 mm nederbörd.